# Sladenia
Sladenia is een geslacht van straalvinnige vissen uit de familie van zeeduivels (Lophiidae). Het geslacht, samen met de soort Sladenia gardineri, werd in 1908 beschreven door Charles Tate Regan. Sladenia gardineri werd ontdekt in de Chagosarchipel tijdens de Percy Sladen Trust Expedition naar de Indische Oceaan in 1905. De naam Sladenia is een eerbetoon aan de bioloog Percy Sladen (1849–1900). Zijn weduwe stichtte het Percy Sladen Trust Fund, dat de expeditie financierde.

## Soorten
- Sladenia gardineri Regan, 1908
- Sladenia remiger Smith & Radcliffe, 1912
- Sladenia shaefersi Caruso & Bullis, 1976